# Bangi-Ntomba-Sprachen
Die Bangi-Ntomba-Sprachen sind eine Sprachgruppe innerhalb der Guthrie-Zone C der Bantusprachen. Sie wird als Zone C40 klassifiziert und enthält 27 Einzelsprachen, die insgesamt von circa 6.563.000 Menschen vor allem in der Demokratischen Republik Kongo und vereinzelt in der Republik Kongo gesprochen werden. Untergruppen der Bangi-Ntombi-Sprachen sind die Lusengo-Sprachen mit sieben und die Ngiri-Sprachen mit vier Einzelsprachen.
Die einzelnen Sprachen sind:
- Bamwe, ca. 20.000 Sprecher
- Bangi, ca. 111.000 Sprecher, auch in der Republik Kongo
- Boko, ca. 21.000 Sprecher
- Bolia, ca. 100.000 Sprecher
- Bolondo, ca. 3000 Sprecher
- Bomboli, ca. 2500 Sprecher
- Bomboma, ca. 23.000 Sprecher
- Bozaba, ca. 5500 Sprecher
- Dzano, ca. 6000 Sprecher
- Lobala, ca. 60.000 Sprecher
- Mabaale, ca. 42.000 Sprecher
- Moi, ca. 3000 Sprecher, nur in der Republik Kongo
- Ntomba, ca. 100.000 Sprecher
- Sakata, ca. 75.000 Sprecher
- Sengele, ca. 17.000 Sprecher
- Yamongeri, ca. 13.000 Sprecher
- Lusengo-Sprachen
  - Babango, ca. 2550 Sprecher
  - Bangala, ca. 3.500.000 Sprecher
  - Boloki, ca. 4200 Sprecher
  - Budza, ca. 226.000 Sprecher
  - Lingala, ca. 2.130.000 Sprecher, auch in der Republik Kongo
  - Lusengo, ca. 42.000 Sprecher
  - Ndolo, ca. 8000 Sprecher
- Ngiri-Sprachen
  - Baloi, ca. 20.000 Sprecher
  - Libinza, ca. 10.000 Sprecher
  - Likila, ca. 8400 Sprecher
  - Ndobo, ca. 10.200 Sprecher